# Werner Schmidt (Gewerkschafter)
Werner Schmidt (* 1. September 1923 in Schwerte; † 14. April 1969) war ein deutscher Gewerkschafter.

## Leben
Schmidt absolvierte die Lehre zum Buchbinder und war anschließend im erlernten Beruf tätig. Seit 1949 war er in der IG Druck und Papier aktiv und übernahm dort verschiedene Funktionen. So gehörte er seit 1957 dem Zentral-Fachausschuss an und war seit 1961 Bezirkssekretär für Münster-Recklinghausen. 1965 wurde er zum zweiten Vorsitzenden der IG Druck und Papier gewählt. Nach dem Tod des bisherigen Vorsitzenden Heinrich Bruns am 15. März 1968 übernahm er vorübergehend das Amt des ersten Vorsitzenden der Gewerkschaft. Auf dem Gewerkschaftstag im Oktober 1968 in Koblenz wurde er von Leonhard Mahlein abgelöst. Daneben gehörte er dem Beirat des Bund-Verlags an und war Mitglied der SPD.
Schmidt starb an den Folgen eines Herzinfarkts.